# The Passer-By (film 1915)
The Passer-By è un cortometraggio muto del 1915 diretto da Edward J. Le Saint. Sceneggiato da J.A. Lacy e prodotto dalla Selig, il film aveva come interpreti Stella Razetto, Guy Oliver, Sidney Smith.

## Produzione
Il film fu prodotto dalla Selig Polyscope Company.

## Distribuzione
Distribuito dalla General Film Company, il film - un cortometraggio in due bobine - uscì nelle sale cinematografiche statunitensi l'8 febbraio 1915.